# Tuen Mun
Pour les articles homonymes, voir Mun.

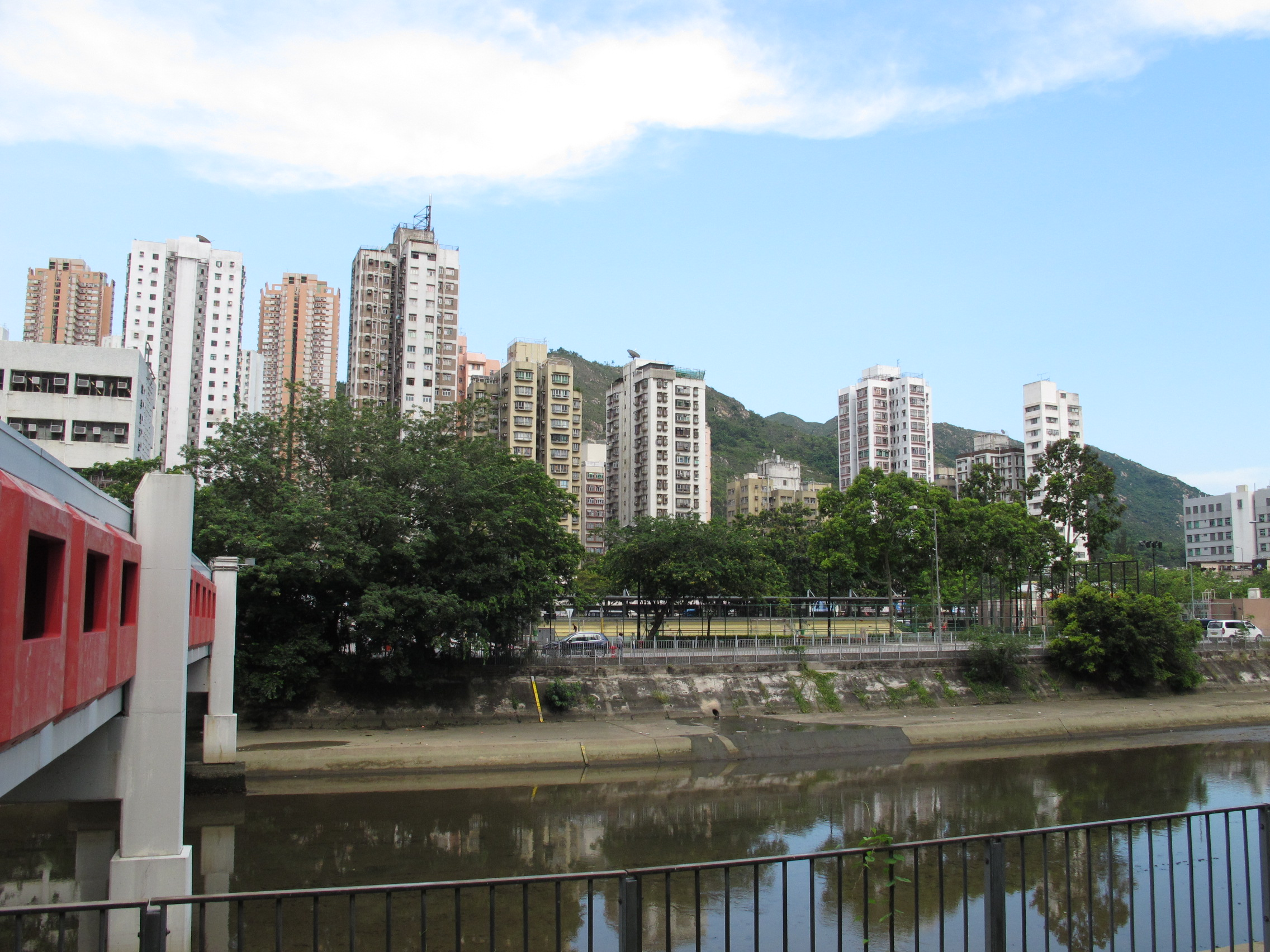
Le pont rouge de Tuen Mun (Tuen Mun Hung Kiu)

Tuen Mun (chinois traditionnel : 屯門), anciennement Castle Peak (chinois traditionnel : 青山), est une ville située dans le nord-ouest de Hong Kong. En 2019, la ville comptait environ 494 500 habitants sur une superficie de 84,5 km².
Avant de son développement en tant qu'une nouvelle ville de Hong-Kong dans les années de 1960, la région comportait des villages de pêcheurs, où sont produits des fruits de mer. Aujourd'hui, Tuen Mun comprend un centre-ville animé, de nombreux des complexes résidentiels, au cœur de plusieurs villages indigènes.

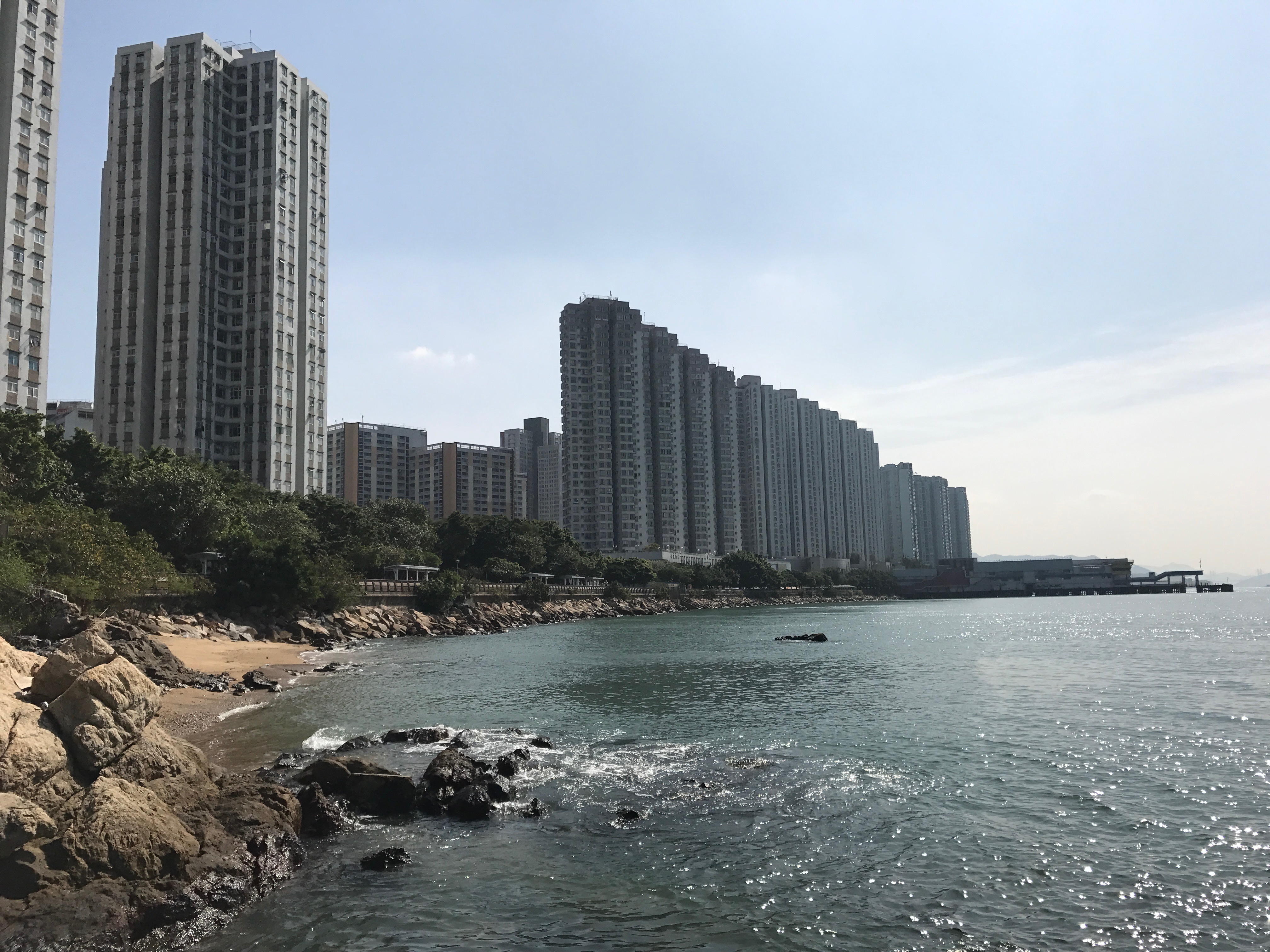
Les complexes résidentiels de Tuen-Mun, vus depuis la Baie des Papillons (Butterfly Bay).

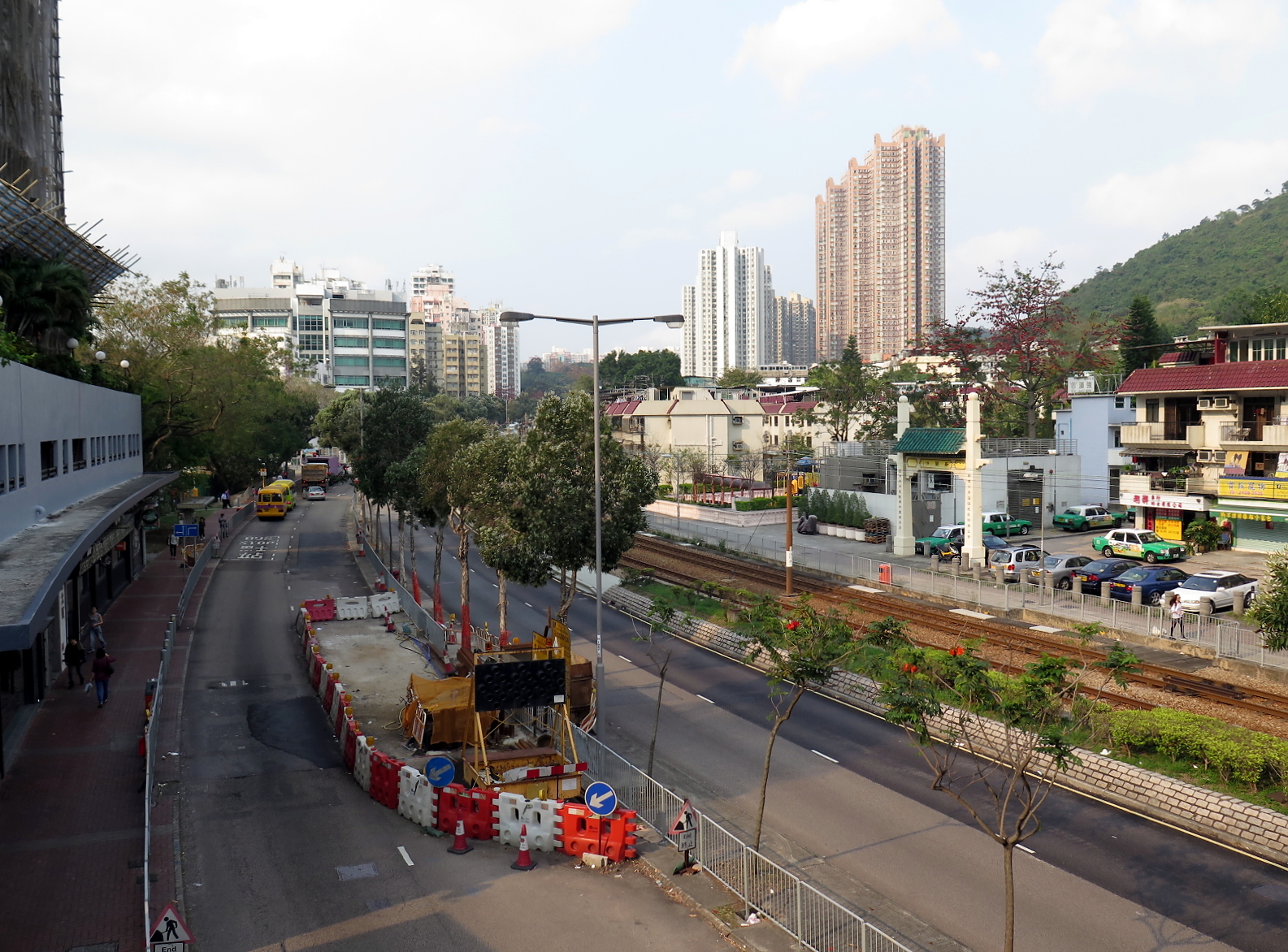
Castle Peak Road près de San-Hui, un secteur de Tuen Mun.

## Histoire
Pendant de la dynastie Tang (618-907), une ville de la marine, Tuen Mun Tsang (屯門鎮) a été établie à Nantou, qui se trouve en face de Deep Bay. Tuen Mun et le reste de Hong Kong étaient sous sa protection.
Vers 1517, des colons de l'Empire portugais, sous le contrôle de Fernão Pires de Andrade, y construisirent illégalement un château. Sous l'administration portugaise, la région est connue sous le nom portugais de Tumão. La baie de Tsing Shan (chinois traditionnel : 青山灣) porte toujours le nom officiel de Castle Peak Bay en anglais. Une telle construction et l'abduction supposée d'enfants chinois par le frère de Fernão Peres de Andrade changent alors l'attitude des Chinois vis-à-vis de l'ambassade portugaise. En 1521, l'empereur Ming Zhengde envoie la marine chinoise reprendre le port lors de la bataille de Tumen.
En 1898, les Nouveaux Territoires dont Tuen Mun fait partie ont été loués au Royaume-Uni. Tuen Mun est devenue une partie intégrée de la colonie britannique de Hong-Kong. À partir de 1910, la région a été administrée sous le nom Castle Peak.
Dans les années de 1960, pour accueillir la population en croissance rapide, le gouvernement britannique a établi la nouvelle ville de Castle Peak Town (chinois traditionnel : 青山新市鎮) en acquérant le terre sur la baie de Castle Peak par remblaiement. En 1973, la nouvelle ville reprend son ancien nom de Tuen-Mun.

## Géographie
Tuen Mun est située dans une vallée étroite entourant la baie de Castle Peak et la fleuve de Tuen-Mun. La vallée est dominée à l'ouest par le pic Castle (Castle Peak), à l'est par le mont Kau Keng. Au sud de la vallée se trouve la baie de Castle Peak et la baie des Papillons (chinois traditionnel : 蝴蝶灣, Butterfly Bay). La mer Urmston Road sépare Tuen-Mun et l'Île de Lantau. Le plateau de Yuen-Long est limitrophe nord de Tuen-Mun.

## Transport

### Réseau routier
- Castle Peak Road - Route du pic Castle - Construite entre 1914 et 1919, reliée la ville à Tsuen Wan et autres parties urbaines de Hong Kong
- Route 9 : Tuen Mun Road (Autoroute Tuen-Mun) - Construite dans les années de 1970, ouverte 1983, parallèle à la route du pic Castle
- Route 9 : Yuen Long Highway (Autoroute Yuen-Long) - Ouverte en 1993, reliée la ville au nord à Yuen Long
- Route de Tuen Mun à Chek Lap Kok (Tuen Mun-Chek Lap Kok Link) - Ouverte le 27 décembre 2020, route vers l'Aéroport international de Hong Kong

### Transport en commun
Construit dans les années de 1980, 8 lignes du métro léger de Hong Kong desservissent la ville. Elles servent en tant que principal moyen de transport pour les déplacements dans la ville, ou interrégionaux en direction de Yuen-Long.
En 2003, le chemin de fer de l'ouest (KCR West Rail; chinois traditionnel : 九廣西鐵) introduisait un lien rapide à Kowloon. Au présent, le chemin de fer est exploité par le Métro de Hong Kong en tant que la Ligne de Tuen-Ma, qui relie la ville à non seulement Kowloon, mais également jusqu'à Ma On Shan, un secteur de la ville de Sha Tin.
À l'avenir, la ligne Tuen-Ma s'étendra vers le sud, desservissant les secteurs sur les rives de la Baie de Castle Peak.
- Ligne de Tuen-Ma
  - Les stations actuelles : Tuen-Mun et Siu-Hong
  - Les stations proposées : 16e arrondissement et Tuen-Mun Sud, achèvera en 2030.

Des dizaines des circuits d'autobus également fournissent des liens faciles entre la ville et d'autres régions de Hong-Kong.
Le Fortune Ferry Company propose des traversées régulières à partir de terminal maritime de Tuen-Mun, jusqu'à Tung Chung, Sha Lo Wan et Tai O sur l'Île de Lantau, à l'autre côté de la mer d'Urmston Road.

## Infrastructures
Il y a trois marchés de style traditionnel dans la ville : Tuen Mun Kau Hui (屯門舊墟)‍ [zh-tw], Tuen Mun San Hui (屯門新墟) et Sam Shing Hui (三聖墟).
Il y a également de nombreuses installations gouvernementales, dont le tribunal de Tuen Mun et des bureaux administratifs. Les installations de loisirs comprennent plusieurs complexes sportifs, une bibliothèque centrale à plusieurs étages complétée par deux autres, ainsi qu'un théâtre et une salle de concert sous la forme du Tuen Mun Town Hall‍ au centre-ville de Tuen Mun.
Le Département des services correctionnels gère le Centre Tai Lam pour femmes dans le district.
L'aéroport de Chek Lap Kok se trouve à proximité.
Les plus grandes installations de production d'électricité de Hong Kong, la centrale électrique de Castle Peak (Stations A et B) et la centrale électrique de Black Point (Stations C et D), sont situées à l'ouest de Tuen Mun.

## Éducation
Il y a 36 écoles primaires et 38 écoles secondaires à Tuen Mun. Il y a trois établissements d'enseignement supérieur, dont l'Université Lingnan, le Hong Kong Institute of Vocational Education (IVE) et le Chu Hai College of Higher Education.
Écoles primaires et secondaires :
- Tuen Mun Catholic Secondary School
- Christian Alliance S.C. Chan Memorial College
- Harrow International School Hong Kong

Les zones à l'ouest du canal de la rivière Tuen Mun sont dans le réseau scolaire de l'admission en première année (POA) n° 70, tandis que les zones à l'est du canal sont dans le réseau POA n° 71. Le réseau scolaire n° 70 comprend plusieurs écoles subventionnées (gérées indépendamment mais financées par le gouvernement) ainsi que les écoles gouvernementales suivantes : Tuen Mun Government Primary School (屯門官立小學). Le réseau POA n° 71 ne comprend que des écoles subventionnées.